# Józef Ziółkowski
Józef Julian Ziółkowski (ur. 25 sierpnia 1934 w Husiatynie, zm. 5 listopada 2008) – polski chemik, prof. dr hab. inż. o specjalnościach chemia metaloorganiczna i koordynacyjna, fizykochemia nieorganiczna, kataliza homogeniczna.

## Życiorys
Absolwent Wydziału Chemicznego Politechniki Wrocławskiej w 1957 roku. Doktorat w 1964, habilitacja w 1974, tytuł profesora nadzwyczajnego w 1976, a zwyczajnego w 1984. Kierownik Instytutu Chemii Uniwersytetu Wrocławskiego, a po przekształceniu go w Wydział Chemii UWr pełnił funkcję dziekana. Był też prorektorem tej uczelni oraz przewodniczącym zarządu „Fundacji dla Uniwersytetu Wrocławskiego”. Był zastępcą przewodniczącego Komitetu Chemii PAN, zastępcą przewodniczącego sekcji V Centralnej Komisji do Spraw Stopni i Tytułów, a także członkiem Wrocławskiego Towarzystwa Naukowego i redaktorem naczelnym Wiadomości Chemicznych. Odznaczony m.in. Krzyżem Kawalerskim Orderu Odrodzenia Polski (1977), Srebrnym Krzyżem Zasługi (1970) i Brązowym Medalem za Zasługi dla Obronności Kraju (1977) Krzyżem Komandorskim Orderu Odrodzenia Polski (2001) i Medalem Komisji Edukacji Narodowej.

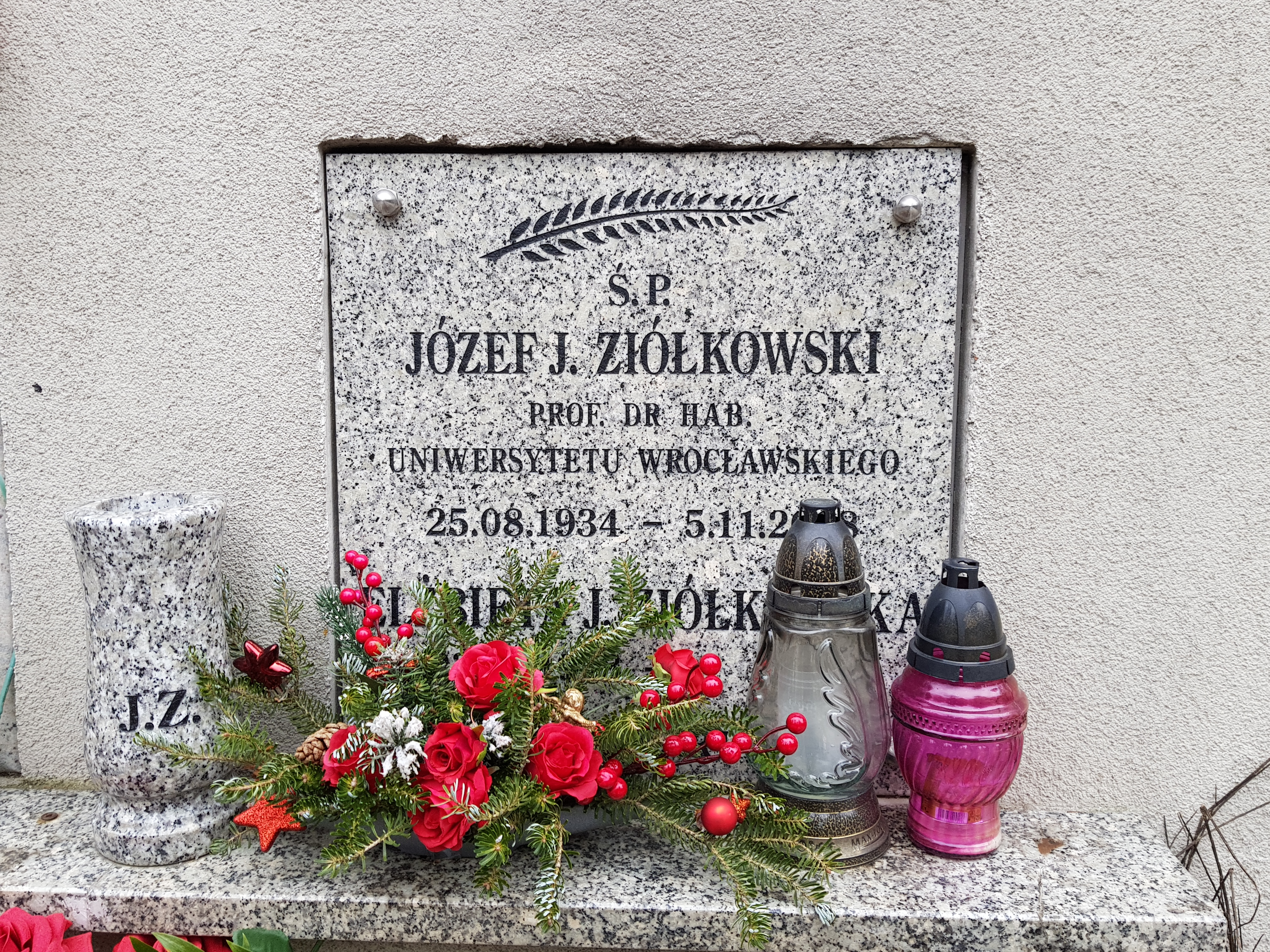
Grób profesora Józefa Ziółkowskiego na Cmentarzu Grabiszyńskim we Wrocławiu

Pochowany na Cmentarzu Grabiszyńskim.